# Fomba Gasy
Fomba Gasy je tradiční malgašské náboženství dosud vyznávané především etnikem Sakalava. Přestože většina obyvatel Madagaskaru vyznává křesťanství, je běžná tzv. vícečetná náboženská identita, kdy vedle křesťanství Malgaši ctí rovněž tradiční náboženství Fomba Gasy. Náboženství Fomba Gasy bylo po generace předáváno ústně, zejména v eposu Andriambahoaka.
Nejvyšší Bůh stvořitel je nazýván Zanhary. Nebe a Země byly podle malgašského mýtu rozděleny mezi Zanharyho a jeho syna Andrianerinerinu. Nižší bůh Ratovantany vytvořil podle mýtu člověka z hlíny. Život však člověku vdechl nejvyšší Bůh Zanhary a lidská duše se také po pozemské smrti k Zanharymu navrací. Ovlivnění mýtu křesťanskou naukou je podle afrikanisty a religionisty Ondřeje Havelky velmi pravděpodobné.
V náboženství Fomba Gasy je velký důraz kladen na kult předků.  Předkové jsou nahlíženi jako pomocná duchovní síla pro živé potomstvo, ovšem pokud je předek ignorován, či zneužíván, může se stát tzv. duchem smrti – angatrou.  Duch angatra přináší nemoc, neštěstí či smrt těm, kdo ho urazili. Zvláštním typem angatry je bytost kinoly. Lidé věří, že kinoly vyžírá zevnitř živé lidi.
Na Madagaskaru je známý rituál famadihana – přebalování těla nebožtíka do čisté lamby – ručně vyráběné látky – každých pět až deset let. Jde také o prevenci před vznikem kinoly. Nejdůležitějšími božstvy malgašského panteonu jsou Zanhary (nejvyšší Bůh stvořitel), Andrianerinerina (božský syn Zanharyho), Andriambahomanana (první člověk a zároveň měsíční božstvo), Mahaka a Kotofetsy (dvojce božstev podvodníků a šprýmařů), Ratovantany (tvůrce lidských těl) a Rapeto (mytický hrdina – pozemské božstvo).